# Kristian Ayre
Kristian Ayre (* 19. November 1977 in Bolton, England) ist ein kanadischer Schauspieler und Synchronsprecher.

## Leben
Ayre wurde am 19. November 1977 in Bolton geboren. In jungen Jahren zog die Familie nach Kanada. Er besuchte die Simon Fraser University in British Columbia und schloss diese 2004 mit einem Bachelor of Fine Arts in Theater ab. Zu Beginn der 1990er Jahre folgten erste Rollenbesetzungen in Fernsehserien. 1994 hatte er eine Nebenrolle im Film André – Die kleine Robbe, 1995 Nebenrollen in Bye Bye Birdie und Eye Level. Von 1996 bis 1997 stellte er in der Fernsehserie Space Cases die Rolle des Radu dar. 1997 war er außerdem als Henry ‚Strick‘ Strickland in der Fernsehserie The New Ghostwriter Mysteries zu sehen. 1999 verkörperte er die Hauptrolle des Matt ‚Spider'‘Strilecki im Film Zuhause ist ein weiter Weg. Eine weitere größere Rolle hatte er als Tommy Aitkens in Nothing Too Good for a Cowboy von 1999 bis 2000 inne. 2002 übernahm er im Film Bang, Bang, Du bist tot die Rolle des Kurts.
Als Synchronsprecher war Ayre überwiegend in Animes zu hören. So lieh er dem Hauptcharakter Coud ‚Cou‘ Van Giruet aus der Serie Erementar Gerad die Stimme. Er wirkte außerdem in Bühnenstücken mit. 

## Filmografie (Auswahl)

### Schauspiel
- 1992: Neon Rider (Fernsehserie, Episode 3x11)
- 1994: Odyssee ins Traumland (The Odyssey, Fernsehserie, 2 Episoden)
- 1994: André – Die kleine Robbe (André)
- 1995: Bye Bye Birdie (Fernsehfilm)
- 1995: Eye Level (Fernsehfilm)
- 1996–1997: Space Cases (Fernsehserie, 27 Episoden)
- 1997: The New Ghostwriter Mysteries (Fernsehserie, 13 Episoden)
- 1998: Alien Abduction: Incident in Lake County (Fernsehfilm)
- 1998: Outer Limits – Die unbekannte Dimension (The Outer Limits, Fernsehserie, Episode 4x21)
- 1999: Liebling, ich habe die Kinder geschrumpft (Honey, I Shrunk the Kids: The TV Show, Fernsehserie, Episode 2x20)
- 1999: Zuhause ist ein weiter Weg (Running Home)
- 1999–2000: Nothing Too Good for a Cowboy (Fernsehserie, 25 Episoden)
- 2000: Bear with Me
- 2001: Stargate – Kommando SG-1 (Stargate SG-1, Fernsehserie, Episode 4x18)
- 2001: Die Unicorn und der Aufstand der Elfen (Voyage of the Unicorn, Fernsehfilm)
- 2001–2002: The Chris Isaak Show (Fernsehserie, 2 Episoden, verschiedene Rollen)
- 2002: Bang, Bang, Du bist tot (Bang, Bang, You’re Dead)
- 2003: Jake 2.0 (Fernsehserie, Episode 1x05)
- 2003: Buddy – Der Weihnachtself (Elf)
- 2006: Dead Zone (The Dead Zone, Fernsehserie, Episode 5x04)
- 2008: Of Golf and God

### Synchronisationen
- 1993: Alien Defender Geo Armor – Kishin Corps (機神兵団 Kishin Heidan, Zeichentrickserie)
- 1997: Freaky Stories (Zeichentrickserie, Episode 1x06)
- 2004: InuYasha – Fire on the Mystic Island (紅蓮の蓬莱島 Guren no Hōrai-jima, Zeichentrickfilm)
- 2005: Erementar Gerad (エレメンタル ジェレイド Erementar Gerad, Zeichentrickserie, 26 Episoden)
- 2005–2006: Shakugan no Shana (灼眼のシャナ Shakugan no Shana, Zeichentrickserie, 25 Episoden)